# Penya Rhin
La Penya Rhin fou un club automobilístic i motociclista barceloní, actiu entre 1916 i 1954, que es distingí per l'organització de proves d'automobilisme de renom internacional, algunes de puntuables per als Campionats del Món de F1 i d'Europa de muntanya. L'entitat prengué el nom del cafè-restaurant "El Rhin" de Barcelona, on els seus fundadors (un grup de notables de la ciutat) hi organitzaven tertúlies per a parlar dels esdeveniments quotidians però especialment dels esportius.

## Història

### Naixement al cafè Rhin
Situat als baixos del número 2 de la Plaça Catalunya, al costat mateix del Zurich, el cafè-restaurant "El Rhin" era un establiment emblemàtic que fou fundat a començaments de la dècada de 1910. D'ençà del 1914, s'hi trobava regularment una colla d'amics -una penya- que hi organitzava tertúlies sobre qüestions d'automobilisme, de caça o temes similars. Entre els amics hi havia el futbolista Francesc Solà, el campió estatal d'atletisme Janer, el periodista Narcís Masferrer, els germans Molins, Lluch i Armangué (Lluís, Frick i Josep Maria) i altres. Més tard s'hi afegiren industrials i persones de pes dins el món de l'esport català, com ara Batlló, Josep Bertrand, Pere Soler, Francesc Serramalera (propietari d'Abadal), etc.
El 1916, els contertulians protagonitzaren una discussió sobre les possibilitats de les motos d'alguns dels presents i tot plegat va acabar amb l'organització d'una cursa reservada als membres de la penya i el creuament d'apostes sobre qui la guanyaria. La cursa es disputà al circuit del Baix Penedès, un traçat de carreteres de 27 km, i reuní 56 vehicles entre motos, sidecars i autocicles. Aquesta fita històrica marca l'origen de les curses de la Penya Rhin. Pel que fa al cafè, desaparegué el 1920 quan la companyia elèctrica Regs i Força de l'Ebre (filial de l'antiga Canadenca) comprà l'edifici per a establir-hi la seva seu central.

### Primeres curses
El president de la Penya Rhin des dels primers temps fou Joaquín Molins Figueres, industrial propietari d'una coneguda empresa de ciments, qui suportà el pes tant organitzatiu com econòmic de moltes de les curses que organitzava l'entitat. El 1921 crearen el Gran Premi Penya Rhin, denominació emblemàtica que designaria moltes proves automobilístiques al llarg dels anys. Les Copes de Catalunya i de Barcelona, les pujades de muntanya i fins i tot els Grans Premis de Fórmula 1, portaren aquesta denominació que arribà fins a les catorze edicions.
Les proves més emblemàtiques de la Penya durant aquells anys foren el III Gran Premi al circuit de Vilafranca del Penedès (1924), amb la presència de Tazio Nuvolari, i la Pujada a la Rabassada (1922-1933), prova que el 1931 puntuà per a l'Europeu de l'especialitat i fou guanyada per Fernando Aranda en motos, superant al guanyador en cotxes Rudolf Caracciola.

### Els Grans Premis
Després de la guerra civil espanyola, la Penya creà el circuit de Pedralbes, on es disputaren diversos Grans Premis de Fórmula 1. El primer fou el 1946, quan encara no existia el Campionat del Món, i fou guanyat per Giorgio Pelassa amb un Maserati. Dos anys més tard repetiren, amb victòria de Luigi Villoresi, i el 1950 guanyà Alberto Ascari, en una prova que ja fou prou ben organitzada per a ser puntuable per al Campionat de Món de F1 de l'any següent. L'edició del 1951 rebé doncs la denominació de Gran Premi d'Espanya i fou decisiva per al desenllaç del Mundial, amb el resultat que Juan Manuel Fangio hi aconseguí el seu primer títol. El segon i darrer Gran Premi d'Espanya puntuable que organitzà la Penya fou el de 1954 i el guanyà Mike Hawthorn amb el seu Ferrari.

### Dissolució
El Gran Premi de 1954 fou la darrera cursa de F1 organitzada per l'entitat, ja que Joaquim Molins ja era gran, i ni ell ni la seva junta trobaren el relleu generacional adient. Quan Molins es retirà a 75 anys, la Penya Rhin desaparegué.
Malgrat tot, el fet que posà fi a l'activitat de la Penya fou aliè a l'entitat. El 1955, Molins era present a les 24 Hores de Le Mans, on un tràgic accident provocà la mort de més de 70 persones. Molins era a la tribuna de davant, i pensar que allò podia passar a Barcelona l'impulsà a posar fi a les seves activitats esportives.